# Longchamps (Argentyna)
Longchamps – miejscowość w Argentynie, w prowincji Buenos Aires w Partido Almirante Brown. Znajduje się 29 km na południe od Buenos Aires. Jest częścią aglomeracji Wielkiego Buenos Aires. W 2010 r. miasto zamieszkiwało 47,6 tys. mieszkańców.
Nazwa miasta pochodzi od hipodromu znajdującego się w Lasku Bulońskim, w Paryżu. Towarzystwo Hipiczne z Lomas de Zamora (hiszp. Sociedad Hípica de Lomas de Zamora) postanowiło nazwać tak samo hipodrom należący do miasta Lomas de Zamora. Popularność hipodromu wywołała potrzebę wybudowania stacji kolejowej, której nadano taką samą nazwę jak hipodromowi. Datę powstania stacji kolejowej – 10 sierpnia 1910 r. uważa się również za datę powstania miejscowości.
Po tym, jak hipodrom został zniszczony przez pożar korzystał z niego francuski lotnik Henri Brégi, który wykonał pierwszy lot z wykorzystaniem maszyny w Ameryce Południowej. Dlatego też miejscowość Longchamps zyskała miano „Kolebki awiacji w Ameryce Południowej”.